# Legnickie Pole (gemeente)
De gemeente Legnickie Pole is een landgemeente in het Poolse woiwodschap Neder-Silezië, in powiat Legnicki.
De zetel van de gemeente is in Legnickie Pole.
Op 30 juni 2004 telde de gemeente 4944 inwoners.

## Oppervlakte gegevens
In 2002 bedroeg de totale oppervlakte van gemeente Legnickie Pole 85,37 km², waarvan:
- agrarisch gebied: 86%
- bossen: 2%

De gemeente beslaat 11,47% van de totale oppervlakte van de powiat.

## Demografie
Stand op 30 juni 2004:
| Omschrijving                   | Totaal | Totaal | Vrouwen | Vrouwen | Mannen | Mannen |
| ------------------------------ | ------ | ------ | ------- | ------- | ------ | ------ |
| eenheid                        | aantal | %      | aantal  | %       | aantal | %      |
| inwoners                       | 4944   | 100    | 2735    | 55,3    | 2209   | 44,7   |
| bevolkingsdichtheid (inw./km²) | 57,9   | 57,9   | 32      | 32      | 25,9   | 25,9   |

In 2002 bedroeg het gemiddelde inkomen per inwoner 1985,31 zł.

## Administratieve plaatsen (sołectwo)
Bartoszów, Biskupice, Czarnków, Gniewomierz, Kłębanowice, Koiszków, Koskowice, Księginice, Legnickie Pole, Lubień, Mikołajowice, Nowa Wieś Legnicka, Ogonowice, Raczkowa, Strachowice, Taczalin.
Zonder de status sołectwo : Mąkolice, Psary.

## Aangrenzende gemeenten
Krotoszyce, Kunice, Legnica, Męcinka, Mściwojów, Ruja, Wądroże Wielkie